# Ernst Degner
Ernst Degner (Gliwice, 22 settembre 1931 – Arona, 10 settembre 1983) è stato un pilota motociclistico tedesco vincitore di un titolo nel motomondiale e unico pilota di una nazione facente parte del Patto di Varsavia ad aver vinto un alloro iridato nelle varie categorie del Motomondiale.

## Carriera
Dopo la Seconda guerra mondiale, allorché la città di Gliwice fu ceduta dalla Germania alla Polonia, la famiglia di Degner si trasferì nella Repubblica Democratica Tedesca, stato di cui assunse la cittadinanza. Cominciò la sua carriera nel motomondiale nella stagione 1957 in sella di una MZ, con cui ottenne delle belle soddisfazioni in 125 grazie all'innovativo motore a due tempi progettato dall'ingegnere Walter Kaaden, del quale Degner era amico e collaboratore.
Dopo la costruzione del muro di Berlino, nell'agosto del 1961 Degner fuggì dalla DDR: in occasione del Gran Premio di Svezia arrivò nella nazione scandinava di soppiatto insieme alla sua famiglia e poco dopo, prendendo a pretesto la rottura del motore della sua moto, giunse nella Germania Ovest passando per la Danimarca. Le autorità della Germania Est lo accusarono di aver portato con sé le copie dei progetti delle nuove camere di espansione e delle migliorie al disco rotante ideate da Kaaden.
Nel 1962 divenne pilota ufficiale per la Suzuki, con cui corse nella 50 e nella 125, conquistando il primo e unico titolo mondiale della sua carriera, nella cilindrata minore. Continuò a correre fino al 1966, anno in cui fu costretto al ritiro a seguito di un brutto incidente avvenuto nel circuito di Suzuka: la curva in cui cadde venne ribattezzata "Degner" in suo onore.
Nel 1979 Degner, si trasferì nelle Isole Canarie per impiantarvi un servizio di autonoleggio. Poco prima del suo 52º compleanno, il pilota fu trovato senza vita nel suo appartamento dal figlio. Ufficialmente la morte venne attribuita a overdose di medicinali e calmanti, dei quali faceva uso da tempo per combattere la depressione; ma alcune fonti giornalistiche sostengono che il pilota fu assassinato da agenti dei servizi segreti della Germania Est.

## Risultati nel motomondiale

### Classe 50
| 1962 | Classe | Moto   |    |   |   |   |   |   |    |  |   |   |   |  |  | Punti | Pos. |
| ---- | ------ | ------ | -- | - | - | - | - | - | -- |  | - | - | - |  |  | ----- | ---- |
| 1962 | 50     | Suzuki | 15 | 7 | 1 | 1 | 1 | 1 | NE |  | - | 4 | 2 |  |  | 41    | 1º   |

| 1963 | Classe | Moto   |     |   |   |     |   |   |    |    |   |    |   |   |  | Punti | Pos. |
| ---- | ------ | ------ | --- | - | - | --- | - | - | -- | -- | - | -- | - | - |  | ----- | ---- |
| 1963 | 50     | Suzuki | Rit | 3 | 2 | Rit | 1 | 2 | NE | NE | - | NE | 2 | 7 |  | 30    | 3º   |

| 1965 | Classe | Moto   |   |   |     |   |   |   |   |    |    |    |    |    |   | Punti | Pos. |
| ---- | ------ | ------ | - | - | --- | - | - | - | - | -- | -- | -- | -- | -- | - | ----- | ---- |
| 1965 | 50     | Suzuki | 1 | - | Rit | 3 | 3 | 5 | 1 | NE | NE | NE | NE | NE | - | 26    | 4º   |

| 1966 | Classe | Moto   |  |   |    |   |    |    |    |    |    |   |   |  |  | Punti | Pos. |
| ---- | ------ | ------ |  | - | -- | - | -- | -- | -- | -- | -- | - | - |  |  | ----- | ---- |
| 1966 | 50     | Suzuki |  | - | NE | 7 | NE | NE | NE | NE | NE | 4 | - |  |  | 3     | 6º   |

| Legenda | 1º posto        | 2º posto            | 3º posto            | A punti      | Senza punti        | Grassetto – Pole position Corsivo – Giro più veloce |
| Legenda | Gara non valida | Non qual./Non part. | Ritirato/Non class. | Squalificato | '-' Dato non disp. | Grassetto – Pole position Corsivo – Giro più veloce |

### Classe 125
| 1957 | Classe | Moto |   |  |   |   |   |   |  |  |  |  |  |  |  | Punti | Pos. |
| ---- | ------ | ---- | - |  | - | - | - | - |  |  |  |  |  |  |  | ----- | ---- |
| 1957 | 125    | MZ   | 6 |  | - | - | - | 7 |  |  |  |  |  |  |  | 1     | 13º  |

| 1958 | Classe | Moto |   |   |     |   |   |   |   |  |  |  |  |  |  | Punti | Pos. |
| ---- | ------ | ---- | - | - | --- | - | - | - | - |  |  |  |  |  |  | ----- | ---- |
| 1958 | 125    | MZ   | 5 | 6 | Rit | 3 | 5 | - | - |  |  |  |  |  |  | 9     | 7º   |

| 1959 | Classe | Moto |    |     |   |   |   |   |   |   |  |  |  |  |  | Punti | Pos. |
| ---- | ------ | ---- | -- | --- | - | - | - | - | - | - |  |  |  |  |  | ----- | ---- |
| 1959 | 125    | MZ   | NE | Rit | 6 | - | - | - | 3 | 1 |  |  |  |  |  | 13    | 5º   |

| 1960 | Classe | Moto |    |   |   |   |    |   |   |  |  |  |  |  |  | Punti | Pos. |
| ---- | ------ | ---- | -- | - | - | - | -- | - | - |  |  |  |  |  |  | ----- | ---- |
| 1960 | 125    | MZ   | NE | - | 5 | 1 | NE | 3 | 3 |  |  |  |  |  |  | 16    | 3º   |

| 1961 | Classe | Moto |   |   |   |     |   |   |   |   |   |     |  |  |  | Punti | Pos. |
| ---- | ------ | ---- | - | - | - | --- | - | - | - | - | - | --- |  |  |  | ----- | ---- |
| 1961 | 125    | MZ   | 2 | 1 | 2 | Rit | - | 4 | 1 | 2 | 1 | Rit |  |  |  | 42    | 2º   |

| 1962 | Classe | Moto   |   |   |   |   |   |   |   |   |   |   |   |  |  | Punti | Pos. |
| ---- | ------ | ------ | - | - | - | - | - | - | - | - | - | - | - |  |  | ----- | ---- |
| 1962 | 125    | Suzuki | - | 5 | - | 4 | - | - | - | - | - | - | - |  |  | 5     | 11º  |

| 1963 | Classe | Moto   |   |   |   |   |   |     |     |   |   |   |   |   |  | Punti | Pos. |
| ---- | ------ | ------ | - | - | - | - | - | --- | --- | - | - | - | - | - |  | ----- | ---- |
| 1963 | 125    | Suzuki | - | 1 | 6 | 3 | - | Rit | Rit | - | - | - | - | 3 |  | 17    | 6º   |

| 1964 | Classe | Moto   |   |   |   |   |   |    |   |   |   |   |   |   |  | Punti | Pos. |
| ---- | ------ | ------ | - | - | - | - | - | -- | - | - | - | - | - | - |  | ----- | ---- |
| 1964 | 125    | Suzuki | - | - | - | - | - | NE | - | - | - | - | 3 | 1 |  | 12    | 6º   |

| 1965 | Classe | Moto   |   |   |     |   |   |   |    |  |  |   |   |     |   | Punti | Pos. |
| ---- | ------ | ------ | - | - | --- | - | - | - | -- |  |  | - | - | --- | - | ----- | ---- |
| 1965 | 125    | Suzuki | 2 | 4 | Rit | 2 | 8 | - | NE |  |  | 1 | - | Rit | - | 23    | 4º   |

| Legenda | 1º posto        | 2º posto            | 3º posto            | A punti      | Senza punti        | Grassetto – Pole position Corsivo – Giro più veloce |
| Legenda | Gara non valida | Non qual./Non part. | Ritirato/Non class. | Squalificato | '-' Dato non disp. | Grassetto – Pole position Corsivo – Giro più veloce |

### Classe 250
| 1958 | Classe | Moto |   |   |    |   |   |   |   |  |  |  |  |  |  | Punti | Pos. |
| ---- | ------ | ---- | - | - | -- | - | - | - | - |  |  |  |  |  |  | ----- | ---- |
| 1958 | 250    | MZ   | - | - | NE | - | - | 4 | - |  |  |  |  |  |  | 3     | 14º  |

| 1959 | Classe | Moto |    |     |     |   |    |   |   |   |  |  |  |  |  | Punti | Pos. |
| ---- | ------ | ---- | -- | --- | --- | - | -- | - | - | - |  |  |  |  |  | ----- | ---- |
| 1959 | 250    | MZ   | NE | Rit | Rit | 6 | NE | 4 | 3 | 2 |  |  |  |  |  | 14    | 4º   |

| 1960 | Classe | Moto |    |   |   |   |   |   |   |  |  |  |  |  |  | Punti | Pos. |
| ---- | ------ | ---- | -- | - | - | - | - | - | - |  |  |  |  |  |  | ----- | ---- |
| 1960 | 250    | MZ   | NE | - | 6 | - | - | - | 3 |  |  |  |  |  |  | 5     | 8º   |

| 1961 | Classe | Moto |   |   |   |   |   |   |   |   |   |   |   |  |  | Punti | Pos. |
| ---- | ------ | ---- | - | - | - | - | - | - | - | - | - | - | - |  |  | ----- | ---- |
| 1961 | 250    | MZ   | - | 4 | - | - | - | - | - | - | - | - | - |  |  | 3     | 13º  |

| 1962 | Classe | Moto   |   |   |  |   |     |   |   |   |   |    |   |  |  | Punti | Pos. |
| ---- | ------ | ------ | - | - |  | - | --- | - | - | - | - | -- | - |  |  | ----- | ---- |
| 1962 | 250    | Suzuki | - | - |  | - | Rit | - | - | - | - | NE | - |  |  | 0     |      |

| 1965 | Classe | Moto   |   |   |     |   |   |   |   |   |   |   |   |   |   | Punti | Pos. |
| ---- | ------ | ------ | - | - | --- | - | - | - | - | - | - | - | - | - | - | ----- | ---- |
| 1965 | 250    | Suzuki | - | - | Rit | - | - | - | - | - | - | - | - | - | - | 0     |      |

| Legenda | 1º posto        | 2º posto            | 3º posto            | A punti      | Senza punti        | Grassetto – Pole position Corsivo – Giro più veloce |
| Legenda | Gara non valida | Non qual./Non part. | Ritirato/Non class. | Squalificato | '-' Dato non disp. | Grassetto – Pole position Corsivo – Giro più veloce |